# Jiří Dohnal (hudebník)
Jiří Dohnal (* 1956) je český hudební redaktor a dramaturg, režisér, produktový specialista, od ledna 2023 člen Rady Českého rozhlasu.

## Život
V letech 1973 až 1979 vystudoval Statní konzervatoře v Praze. Již během posledního ročníku studia v letech 1978 až 1979 pracoval v Československém rozhlase jako režisér ozvučení.
Po dvouletém působení u vojenské hudby se do rozhlasu v roce 1981 vrátil, tentokrát do hudební redakce zahraničního vysílání (Interprogram), kde byl hudebním dramaturgem pořadů Dobré jitro, Zelená vlna a Československo. V letech 1992 až 1998 byl hudebním dramaturgem na stanici Český rozhlas Rádio Praha a v letech 1998 až 2000 byl přímo vedoucím hudební redakce na této stanici.
Navíc byl v letech 1994 až 2000 hudebním dramaturgem ranního vysílání Studia 6 v České televizi. Mezi roky 2001 a 2021 pracoval jako redaktor a dramaturg hudebního Vydavatelství a nakladatelství Českého rozhlasu. V letech 2004 až 2010 působil jako zakladatel „EDICE ZUŠ“, tj. notových publikací určených pro umělecké školy, iniciátor koncertů pro nevidomé děti a seminářů a koncertů pro umělecké školy. V letech 2014 až 2020 byl dramaturgem Radiotéky v rámci Radioservisu Českého rozhlasu.
V lednu 2023 byl zvolen Poslaneckou sněmovnou PČR novým členem Rady Českého rozhlasu. Získal 90 hlasů ze 168 hlasujících poslanců.